# Pra Sempre Paquitas
Pra Sempre Paquitas é uma série documental da Globoplay de 2024, sobre a trajetória, vida e carreira das Paquitas, assistentes de palco da apresentadora Xuxa.
Produzido pelos Estúdios Globo, a série tem direção artística de Ana Paula Guimarães, com direção geral de Ivo Filho,  e roteiro de Paulo Mario Martins. Pra Sempre Paquitas estreou em 16 de setembro de 2024 na plataforma de streaming Globoplay, e conta com 5 episódios.

## Sinopse
A série mergulha na vida e na carreira das icônicas companheiras de palco da Rainha dos Baixinhos, traçando um paralelo com os dias de hoje e convidando à reflexão sobre a evolução da sociedade das décadas de 1980 e 2000. Questões como gênero, pressão estética, representatividade, competitividade, infância, assédio, e trabalho são abordadas de forma franca e direta. Além do sucesso na televisão, elas se destacaram no cinema e na música, tornando-se uma das primeiras girl bands do Brasil.

## Elenco
- Ana Paula Almeida
- Ana Paula Guimarães
- Andréa Faria
- Andréa Rosa (imagens de arquivo)
- Andréa Veiga
- Andrezza Cruz
- Bárbara Borges
- Bianca Rinaldi
- Caren Lima
- Cátia Paganote
- Daiane Amêndola
- Diane Dantas (imagens de arquivo)
- Flávia Fernandes
- Gabriella Ferreira
- Gisele Delaia
- Graziella Schmitt
- Heloísa Morgado
- Joana Mineiro
- Juliana Baroni
- Lana Rhodes
- Letícia Barros
- Leticia Spiller
- Luise Wischermann
- Monique Alfradique
- Priscilla Couto
- Roberta Cipriani
- Stephanie Lourenço
- Tatiana Maranhão
- Thalita Ribeiro
- Vanessa Melo (imagens de arquivo)
- Xuxa
- Julieta Cardinali
- Karina Rivero
- Larae McCarran (imagens de arquivo)
- María José Domínguez
- María José Llaneza
- Maricielo Effio
- Natalia Oreiro
- Natasha Pearce (imagens de arquivo e trechos inéditos de Xuxa, o Documentário)
- Pamela Cortés (imagens de arquivo)
- Shannon Garcia (imagens de arquivo)
- Marlene Mattos (imagens de arquivo e trechos inéditos de Xuxa, o Documentário)
- Adriana Bombom
- Fafy Siqueira
- Luciana Vendramini (imagens de arquivo)
- Roberto Bettini
- Junior Muniz
- Serginho Groisman
- Paulo Massadas
- Michael Sullivan
- Marcello Faustini
- Robson Barros
- Monique Siqueira
- Amanda Elwis
- Mariana Richard
- Roberta Richard
- Lenice Coelho
- Vivian Perl
- João Henrique Schiller
- Rita Maldonado
- Lueli Antunes
- Marlene da Silva Souza (Cunhã)
- Ticiane Pinheiro
- Luanda Costa
- Michelle Martins
- Rose Rocha
- Ana Maria Maranhão
- Joana Oliveira
- Paulo Sérgio Almeida
- Zé Henrique
- Daddy Kall
- Jota
- Marcelo Cavalcante
- Willis Ribeiro
- Raminho
- Magno Chaves
- Wagner Villares de Oliveira

## Prêmios e indicações
| Ano  | Prêmio          | Categoria           | Nomeação            | Resultado | Ref. |
| ---- | --------------- | ------------------- | ------------------- | --------- | ---- |
| 2024 | Troféu Internet | Melhor Documentário | Ana Paula Guimarães | Indicada  |      |
| 2024 | Troféu Imprensa | Melhor Documentário | Ana Paula Guimarães | Indicada  |      |